# Woodall (Oklahoma)
Woodall é uma Região censo-designada localizada no estado norte-americano de Oklahoma, no Condado de Cherokee.

## Demografia
Segundo o censo norte-americano de 2000, a sua população era de 741 habitantes.

## Geografia
De acordo com o United States Census Bureau tem uma área de
28,9 km², dos quais 28,9 km² cobertos por terra e 0,0 km² cobertos por água.

## Localidades na vizinhança
O diagrama seguinte representa as localidades num raio de 16 km ao redor de Woodall.